# Кер-Нюра
Кер-Нюра́ (Кернюра) — деревня в Балезинском районе Удмуртии, входит в Исаковское сельское поселение.

## География
Через деревню протекает речка Кернюр, истоки которой находятся у деревни Ермилово в 4-х километрах на запад. До центра сельского поселения — деревни Исаково около 3,5 км на северо-запад.
Через деревню пролегает федеральная дорога Р321. Через деревню проходит регулярное автобусное движение по маршруту — Балезино-Ушур.

## Население
| 1961 | 2008 | 2010 | 2012 | 2014 |
| ---- | ---- | ---- | ---- | ---- |
| 44   | ↗54  | ↘43  | ↘37  | ↗38  |

## Уличная сеть
В деревне две улицы: Горная и Набережная.